# Скорвид, Сергей Сергеевич
Сергей Сергеевич Ско́рвид (24 января 1958, Москва — 20 марта 2025, Прага) — российский лингвист и переводчик, кандидат филологических наук, доцент.

## Биографические вехи
Родился в Москве в 1958 году. Учился во 2-й физико-математической школе, среди учителей Скорвида во второй школе были В. А. Сендеров, Р.К.Бега, а в том же классе учился будущие математики Александ Гивенталь, Глеб Носовский и будущий директор школы Пётр Хмелинский. 
В 1980 году окончил славянское отделение филологического факультета МГУ им. М. В. Ломоносова по специальности филолог-славист, а в 1983 году там же — аспирантуру при кафедре славянской филологии, после чего остался преподавать на кафедре. В 1990 году защитил в Диссертационном совете МГУ кандидатскую диссертацию «Специфика синтаксического функционирования десубстантивных прилагательных в древнечешском языке XIV—XVI вв. в общеславянском контексте» (научный руководитель — проф. А. Г. Широкова). В 1994 году  переведён на должность доцента. В 1994—1999 годах также работал по совместительству на кафедре славянского языкознания ФТиПЛ РГГУ. В 2007 году возобновил работу в РГГУ на кафедре славистики и центральноевропейских исследований ИФИ. В 2017 году присвоено учёное звание доцента. До 2022 года был сотрудником Отдела типологии и сравнительного языкознания Института славяноведения РАН, а также Центра славяно-германских исследований этого института.
Главные направления научной, педагогической и творческой деятельности: сравнительная грамматика славянских языков; чешский и другие западнославянские языки в их истории и современном состоянии (в том числе в свете проблем ареальных контактов западнославянских языков с немецким); художественный перевод. По этим предметам читал общие и специальные лекционные курсы, и вёд практические занятия, в частности, семинар «Стилистика современного чешского языка и перевод».
Начиная с 1980 года сотрудничал с издательством «Художественная литература», позже с издательствами «Планета», «Эксмо», «Амфора», «МИК» и с журналами «Иностранная литература», «Меценат и Мир» в качестве переводчика художественных произведений с чешского, словацкого, польского и других языков. С 2004 года член Творческого союза «Мастера литературного перевода».
С 2022 года проживал в Праге.
Был женат. Имел дочь.
Умер 20 марта 2025 года в возрасте 67 лет.

### Научные публикации
1. О синтаксических свойствах притяжательных прилагательных в древнечешском языке // Вестник Московского университета. Сер. 9. Филология. 1981. № 4. С. 43-50.
2. Проблема аттракции и становление связей в именных сочетаниях (на материале древнечешского языка XIV—XV вв.) // Исследования по славянскому языкознанию. М.: МГУ, 1984. С. 133—146.
3. Специфіка синтаксичного функціонування присвійних прикметників у верхньолужицькій мовi (в загальнослов’янському контекстi) // Проблеми слов’янознавства. Львів, 1988, № 37. С. 97-99.
4. Лабиринты Я. А. Коменского в зеркале перевода // Вестник Московского университета. Сер. 9. Филология. 1993. № 4. С. 50- 54.
5. О взаимопереплетении общеславянских архаизмов и германизмов в серболужицком языке // Актуальные проблемы славянской филологии (материалы научной конференции). М.: МГУ, 1993. С. 92-93.
6. Серболужицькi конструкції типу berny zberanje, na bernach zberanju в iсторичних взаємозв’язках // Проблеми слов’янознавства. Львів, 1994, № 46. С. 173—176.
7. Серболужицкие конструкции типа berny zberanje, na bernach zberanju в исторических взаимосвязях // Проблемы становления и развития серболужицких литературных языков и диалектов. М.: РАН, 1995. С. 165—173.
8. Малые славянские языки: в каком смысле? // Малые языки Евразии: социолингвистический аспект. Сборник статей. М.: МГУ, 1997. С. 179—189.
9. Polszczyzna kresowa в коммуникативной ситуации польско-литовско-белорусского языкового пограничья в конце XIX в. (на материале мемуаров В. Л. Скорвида) // Совещание-семинар преподавателей польского языка. М.: МГУ, 1997. С. 67-70.
10. и иже съ ними // Международный филологический сборник в ознаменование 150-летия со дня рождения Ф. Ф. Фортунатова. М.: МГУ, 1998. С. 140—152 (в соавторстве с Ф. Б. Людоговским).
11. Мицкевич из библиотеки Тургенева // Материалы по русско-славянскому языкознанию. Межвузовский сборник научных трудов. Вып. 23. Воронеж, 1998. С. 5-13.
12. Asijské století již začalo a že tam musíme být… (k neformalní syntaxi v češtině a v jiných slovanských jazycích z hlediska synchronního i diachronního) // Pocta 650. výročí založení Univerzity Karlovy v Praze. Sborník príspevků prednešených zahranicními bohemisty na mezinárodním symposiu v Praze 20.-26. srpna 1998. II. díl. Praha: Karolinum, 1998. S. 271—278.
13. О типологических схождениях между языками балканского и западнославянско-германского языкового союза // Македонский язык, литература и культура в славянском и балканском контексте. М., 1999. С. 47-55.
14. Так званi Vollzugsformen дієслів у серболужицькій мови з точки зору ареальної лінгвістики // # Питання сорабістики. VI—VII міжнароднi сорабістичнi семінари. Львів, 1999. С. 201—206.
15. Новые явления в чешском языке с учётом их русских соответствий // Совещание-семинар преподавателей славянских языков. Информационные материалы и тезисы докладов. М., 1999. С. 31-34.
16. Западнославянско-германские ареальные контакты в свете гипотезы о языковом союзе // I Славистические чтения памяти проф. П. А. Дмитриева и проф. Г. И. Сафронова. Материалы международной научной конференции. СПб., 1999. С. 96-98.
17. Vo tich mejch chlapcech toho sinovo // Славяно-германские исследования. Тома 1-2. М.: Индрик, 2000. С. 580—592.
18. Серболужицкий (серболужицкие) и русинский (русинские) языки: к проблеме их сравнительно-исторической и синхронной общности // Исследование славянских языков в русле традиций сравнительно-исторического и сопоставительного языкознания. Информационные материалы и тезисы докладов международной конференции. М., 2001. С. 109—114.
19. Кафедра славянской филологии // Филологический факультет Московского университета. Очерки истории. Ч. I. М.: 2000. С. 182—219 (в соавторстве с В. П. Гудковым и Е. З. Цыбенко). Переизд.: # Филологический факультет Московского университета. Очерки истории. Ч. I. М.: 2001; Филологический факультет Московского университета. Очерки истории. 2-е изд., исправл. и дополн. М.: МГУ, 2006.
20. История чешского языка // Язык, культура и общество. Межвузовская научно-исследовательская программа. М., 2001. С. 336—342 (в соавторстве с Ф. Р. Минлосом).
21. Словенский язык и его история // Язык, культура и общество. Межвузовская научно-исследовательская программа. М., 2001. С. 343—349 (в соавторстве с Н. А. Шульгиной)
22. Позднепраславянское диалектное членение // Филологический сборник памяти профессора Самуила Борисовича Бернштейна. М., 2002. С. 53-62.
23. История и диалектология чешского языка // Программы общих и теоретических курсов для студентов славянского отделения. Богемистика. М.: МГУ, 2002. С. 24-31.
24. Западнославянские языки; Кашубский язык; Русинский язык (словарные статьи) // Лингвистический энциклопедический словарь. 2-е издание, дополненное. М.: БРЭ, 2002. С. 663—665, 671—672.
25. История и диалектология славянских языков в свете некоторых существенных аспектов художественного перевода (на чешско-русском материале) // Исследование славянских языков и литератур в высшей школе: достижения и перспективы. Информационные материалы и тезисы докладов международной научной конференции. М., 2003. С. 200—203.
26. От Гашека до Гавела. Чешские новинки русского книжного рынка // Русское Слово. 2003. № 6. С. 19.
27. О проекте хрестоматии по истории чешского языка // Материалы научных чтений памяти заслуженных профессоров МГУ им. М. В. Ломоносова Р. Р. Кузнецовой и А. Г. Широковой. М., 2004. С. 48-54.
28. О «дистанционном управлении» и автономном употреблении славянских падежных форм // Славянский вестник. Вып. 2. М.: 2004. С. 332—338.
29. Славянские языки // Языки мира: Славянские языки. М.: Academia, 2005. С. 12-28 (в соавторстве с А. Е. Супруном).
30. Чешский язык // Языки мира: Славянские языки. М.: Academia, 2005. С. 234—274.
31. «Результативные» формы глагола в западнославянских языках на фоне балкано-славянских /македонских/ соответствий // Славистички студии, бр. 12. Скопје: 2006. С. 225—230.
32. Проблема о предлоге «о» в русском языке рубежа XX—XXI вв. в синхронии и диахронии // III Международный конгресс исследователей русского языка «Русский язык: исторические судьбы и современность». Москва, МГУ, 21-23 марта 2007 г. Труды и материалы. М., 2007. С. 294 (в соавторстве с Д. К. Поляковым).
33. Слово Я. А. Коменского в России: из истории перевода // Материалы международной научно-практической конференции «Наследие Яна Амоса Коменского в контексте проблем современного образования». СПб., 2007. С. 113—122.
34. «Z Česka — s láskou», aneb Ohlas písní českých v Rusku v letech 2006—2007 // Literatura ve světě — Svět v literatuře 2006—2007 / Ed. P. Kitzler. Praha, 2007. S. 12-19.
35. Язык (и) русин в онлайн-режиме // Международный научный симпозиум «Славянские языки и культуры в современном мире». Москва, МГУ, 24-26 марта 2009 г.: Труды и материалы. М., 2009. С. 317—318.
36. О том о сём // Славянский вестник. Вып. 3. М., 2009. С. 84-123 (в соавторстве с Д. К. Поляковым).
37. «Ohlas písní českých» v Rusku dříve a dnes // Acta Universitatis Palackianae Olomoucensis. Facultas Philosophica. Bohemica Olomucensia 2 — Symposiana. Olomouc, 2009. S. 219—233 (в соавторстве с Д. К. Поляковым).
38. «Тут жил Кирилл, а там — Мефодий…», или чехи под Новороссийском // Язык. Сознание. Коммуникация. Вып. 38. М., 2009. С. 40-54 (в соавторстве с И. В. Третьяковой).
39. Blabol, babel a babylon Jachyma Topola // Projekt iLiteratura — www.iliteratura.cz, 2010.

### Переводы
1. Мудра И., Петр Я. Учебник верхнелужицкого языка. Бауцен, 1983. 300 с. (перев.)
2. Лингворитмомелодии Либора Коваля // Либор Коваль. Двенадцать листков из календаря. М.: Готика, 1997. С. 3-10. (предисл.)
3. Ян Амос Коменский. Лабиринт света и Рай сердца. М.: МИК, 2000. 311 с. (предисл., перев. с чеш.)
4. Богумил Грабал. Рассказы // Иностранная литература. 2001. № 4. (перев.)
5. Богумил Грабал. Слишком шумное одиночество. Роман. Рассказы. СПб.: Амфора, 2002. 315 с. (перев.)
6. Голоса столетий: Антология словацкой поэзии. М.: МГУ, 2002. 411 с. (перев.)
7. Ян Скацел. Стихотворения // Меценат и Мир. 2003. № 21-22-23-24. С. 463—464 (перев.)
8. Милош Урбан. Семь храмов. М.: Издательство Ольги Морозовой, 2005. 427 с. (перев., совместно с И. Г. Безруковой)
9. Отзвуки стихов Сергея Есенина в словацкой поэзии // Поэтический мир славянства. Общие тенденции и творческие индивидуальности. Исследования по славянской поэзии. М.: 2006. С. 212—220; Меценат и Мир. 2005. № 29-30-31-32. С. 306—307.
10. Иван Мартин Ироус. Магор. М.: Книжное обозрение, 2007. 134 с. (перев. стихов, совместно с Н. Я. Фальковской)
11. Людвик Вацулик. Эссе // Иностранная литература. 2008. № 9. С. 250—252 (вступление)
12. Юлиан Тувим. Фокус-покус, или Просьба о пустыне. М.: Рипол Классик/Вахазар, 2008. С. 343—352. (перев. стихов)
13. Збынек Гейда. Стихотворения. (перев., совместно с Т. Миловой)
14. Петр Борковец. Стихотворения.